# Gondrecourt-le-Château
 Gondrecourt-le-Château  es una población y comuna francesa, en la región de Lorena, departamento de Mosa, en el distrito de Commercy. Es el chef-lieu y mayor población del cantón de Gondrecourt-le-Château.
Incluye dos communes-associées: Luméville-en-Ornois y Tourailles-sous-Bois.

## Demografía
| 1257 | 1249 | 1455 | 1594 | 1622 | 1377 |
| Para los censos de 1962 a 1999 la población legal corresponde a la población sin duplicidades (Fuente: INSEE [Consultar]) |      |      |      |      |      |